# HD 111893
HD 111893，又名BD+16 2430，SAO 100312、HR 4886，是一颗恒星，视星等为6.3，位于銀經304.22，銀緯78.99，其B1900.0坐标为赤經12h 47m 29s，赤緯+16° 78.99′ 0″。